# Дубівська школа
Дубівський ліцей — загальноосвітній навчальний заклад I-III ступенів, розташований у селі Дуба Калуського району Івано-Франківської області.

## Історія
Історія Дубівської школи має дуже глибокі та міцні корені. У шематизмі народних шкіл і вчителів у архиєпархії Львівській, підпорядкованій греко-католицькій Метрополітарній Консисторії, сказано про те, що школа в Дубі є однією з найдавніших у сільській місцевості не тільки на Рожнятівщині, але й в усьому Долинському повіті австрійської доби.
З архівних документів відомо, що у 1832 році до однокласної парохіяльної школи ходили діти не тільки з Дуби, але й з найближчих сіл Ріпного, Лецівки та Дубшари.
З 1858 року в селі Дуба Стрийського округу Рожнятівського повіту була народна (тривіальна) школа. Тривіальними називалися школи, в яких дітей навчали рахувати, читати і писати. Ці три науки латинською мовою називалися тривіум. Навчальний процес не був безперервним. Часто траплялося так, що діти не відвідували школу один-два роки, оскільки не завжди можна було знайти вчителя, який би міг «провадити науку». До того ж навчання не проводилось у час жнив. У пізніший період на вимогу поляків, які проживали на території села, навчання велося двома мовами — польською і українською. Документи про закінчення  школи були тільки польською мовою.
З 1944 року у селі почала діяти початкова школа, яку в 1952 році було реорганізовано у 7-річну. Директором її став Ткачук Олексій Іванович (1951-1954 рр.) Через шість років, тобто у 1958 році, школа отримала статус 8-річної. Директором був призначений Марченко Андрій Іларіонович (1958-1961), відтак Сливоцький Володимир Іванович (1961-1963), Василишин Йосип Михайлович (1963-1967), Цапів Тарас Олексійович (1967-1971), Діка Микола Іванович (1971-1991), Гладун Наталія Іванівна (1991-2013). У 1984 році школа одержала статус неповної середньої школи (1-9 класів), а з 1998 р. — ЗОШ I-III ступенів.
3 2013 року посаду директора школи займає Якубовська Любов Володимирівна.
- 1805 — перша однокласова парохіяльна школа;
- 1845 — школі надано статус державної;
- 1858 — народна тривіальна школа;
- 1912 — двокласова школа;
- 1944 — початкова школа;
- 1952 — семирічна школа;
- 1958 — восьмирічна школа;
- 1984 — неповна середня школа;
- 1992 — загальноосвітня школа I-II ступенів;
- 1998 — загальноосвітня школа I-III ступенів.

## Загальна інформація
Дубівський ліцей — один з найдавніших навчальних закладів у сільській місцевості не лише на Рожнятівщині,  але й в усьому тодішньому Долинському повіті австрійської доби. У 2005 році вона святкувала 200-літній ювілей з часу заснування.
Форма власності — комунальна, мова навчання — українська. В школі є інклюзивна освіта, яка охоплює 4 класи.

## Адміністрація школи
- Директор школи — Якубовська Любов Володимирівна;
- Заступник директора з навчальної роботи — Костюк Неля Михайлівна;
- Заступник директора з виховної роботи — Стадерська Руслана Володимирівна.

## Педагогічний колектив школи
На даний час у школі працює 46 вчителів, з них:
- «Вчитель-методист» — 2;
- «Старший учитель» — 4;
- «Вчитель вищої категорії» — 3;
- «Вчитель І категорії» — 7;
- «Вчитель II категорії» — 2;
- «Спеціаліст» — 15;
- Педагог-організатор — Маник Л. М.;
- Практичний психолог — Люльчак Р. В.;
- Соціальний педагог — Байдюк О. Я.

## Модель учнівського самоврядування
- учнівська рада;
- спортивний центр;
- санітарно-трудовий центр;
- навчальний центр;
- центр дисципліни і порядку;
- центр організації дозвілля.

У Дубівському ліцеї діють гуртки: «Юний програміст», туристичний, хоровий спів, художня обробка деревини, «Мистецтво нашого краю».